# The Ruler’s Back
The Ruler’s Back – druga płyta Slick Ricka wydana w 1991 roku nakładem wytwórni Def Jam.

## Lista utworów
Opracowano na podstawie źródła.
1. "King" – 3:43
2. "I Shouldn't Have Done It" – 4:05
3. "Bond" – 2:56
4. "Moses" – 4:04
5. "Tonto" – 2:43
6. "Mistakes of a Woman in Love with Other Men" – 4:07
7. "Venus" – 3:45
8. "Ship" – 3:06
9. "It's a Boy" – 3:29
10. "Top Cat" – 3:23
11. "Runaway" – 3:49
12. "Slick Rick - The Ruler" – 6:07